# Herbita dulcisona
Herbita dulcisona är en fjärilsart som beskrevs av Louis Beethoven Prout 1916. Herbita dulcisona ingår i släktet Herbita och familjen mätare. Inga underarter finns listade i Catalogue of Life.